# Bokochód śmiały
Bokochód śmiały (Xysticus audax) – gatunek pająka z rodziny ukośnikowatych.

## Taksonomia
Gatunek ten opisany został w 1803 przez Franza de Paulę von Schranka jako Aranea audax. W rodzaju Xysticus umieścił go w 1835 roku Carl Ludwig Koch.

## Morfologia
Samce osiągają od 3,5 do 5 mm, a samice od 3,8 do 8 mm długości ciała. Karapaks zmierzony u 18 samców miał od 1,97 do 2,91 mm długości i od 1,88 do 2,59 mm szerokości, a u 28 samic od 1,88 do 2,93 mm długości i od 1,84 do 2,,83 mm szerokości. Ubarwienie karapaksu jest zmienne, od jasno- do ciemnobrązowego, o podłużnej przepasce środkowej ciemniejszej z przodu i jaśniejszej z tyłu, a bokach u samic ciemno nakrapianych. Ciemne pasy boczne mogą być z tyłu podzielone. Szczękoczułki mogą być od żółtawobiałych przez brązowe po ciemnoszarawobrązowe; na przedzie uzbrojone są w dwa długie kolce. Sternum ma kolor żółtawobiały, żółtawy lub jasnobrązowy z ciemnym nakrapianiem. Odnóża są zwykle ciemne z jasnymi, kontrastującymi plamkami i jasnymi członami odsiebnymi, rzadziej odnóża są głównie jasne i tylko dwie ostatnie pary mają brązowawe łaty. Opistosoma (odwłok) ma u samca wierzch ciemnobrązowy z białawą, wyraźnie powcinaną przepaską środkową i matowo żółtawobiałymi brzegami. U samic owa przepaska i brzegi mogą być białawoszare, a przepaski boczne brązowe lub wzór na opistosomie może być słabo zaznaczony.
Nogogłaszczki samca mają krótką goleń z dwiema pieńkowatymi apofizami: ustawioną pod kątem prostym i z prostym szczytem apofizą wentralną (brzuszną) oraz szeroką u nasady i zwężoną ku szczytowi retrolateralną. Apofyza medialna buławki płciowej jest T-kształtna z częścią nasadową mniej więcej tak szeroką jak długą, zaś apofiza prolateralna łopatowata. Węstgowaty embolus jest szeroki, o niepodzielonym szczycie, o części przezroczystej zagiętej; wychodzi on z przednio-bocznej części tegulum, przechodzi obok szczytu alweolusa i kończy się po tylno-bocznej stronie grubego tutaculum.
Samica ma płytkę płciową z przedsionkiem podzielonym szeroką przegrodą, krawędziami przednimi zaopatrzonymi w jeden niski i wyraźny ząbek każda, a krawędziami wewnętrznymi rowków silnie pośrodku zesklerotyzowanymi. Przewody poziome w wulwie leżą z tyłu woreczkowato nabrzmiałych ścian przewodów kopulacyjnych. Zbiorniki nasienne są mniej lub bardziej podzielone na płaty, z których tylne są silnie zesklerotyzowane.

## Występowanie i biologia
Pająk palearktyczny, znany z Portugalii, Hiszpanii, Irlandii, Wielkiej Brytanii, Francji, Belgii, Holandii, Niemiec, Danii, Szwecji, Norwegii, Finlandii, Szwajcarii, Austrii, Włoch, Estonii, Litwy, Łotwy, Polski, Czech, Słowacji, Węgier, Białorusi, Ukrainy, Słowenii, Chorwacji, Bośni i Hercegowiny, Mołdawii, Rumunii, Bułgarii, Serbii, Czarnogóry, Macedonii, Grecji, Rosji (do części europejskiej po dalekowschodnią), Turcji, Gruzji, Armenii, Kazachstanu i Japonii. Zasięg pionowy dochodzi do 2300 m n.p.m..
Gatunek pospolity. Zasiedla łąki, gaje, wrzosowiska i suche lasy. Bytuje na roślinności i w ściółce. Dojrzałe samce są aktywne od kwietnia do sierpnia, zaś samice przez cały rok.